# クオリティ・スタート
クオリティ・スタート（Quality Start、QS、「良好な先発」）とは、野球における投手の成績評価項目の1つ。先発投手が6イニング以上を投げ、かつ3自責点以内に抑えた時に記録される。以下、本項ではQSと表す。

## 概要
スポーツライターのジョン・ロウがフィラデルフィア・インクワイアラー紙で執筆していた1985年に提唱した。以後、先発投手の安定感を表す指標としてメジャーリーグで一般的に使われるようになった。
このQSの比率（QS率）は先発投手の能力を表す。同様に投手の能力を測るために使われる勝利数は、打線による援護点や後を受けた中継ぎ投手の成績、先発投手を続投・降板させる監督の采配などに影響されるため、先発投手の純粋な能力評価には適さない。しかし、QS率は「どれだけ試合を作れたか」を表す指標である一方で、その算出に用いられる自責点には投球以外の要素も大きく含むため、QS率単独のみでも投手の純粋な能力を測る指標とはならない。
ESPN.comは、先発投手が、QSを記録しながら敗戦投手になることをタフ・ロス（不運な敗戦）。逆に、QSの条件を満たさずに先発勝利を挙げることをチープ・ウィン（安っぽい勝利）と定義した。
また、成立条件が「先発投手が6イニング以上を投げ、かつ3自責点以内」のため、6回を3自責点以内に抑えたが、7回以降に4自責点目を取られた場合はQSはカウントされない。逆に、序盤に大量失点しても、自責点が3以内ならばQSの可能性が残る。
QSを上回るハイ・クオリティ・スタート（High Quality Start、HQS。7イニング以上を投げ、かつ2自責点以内で抑える）という指標も提唱され、メディアでも使用されている。
なお、2009年のメジャーリーグにおけるQS率トップ5は次の通り。
| 順位 | アメリカン・リーグ         | 全先発数 | QS数 | QS率（%） | 順位 | ナショナル・リーグ         | 全先発数 | QS数 | QS率（%） |
| ---- | -------------------------- | -------- | ---- | --------- | ---- | -------------------------- | -------- | ---- | --------- |
| 1    | フェリックス・ヘルナンデス | 34       | 29   | 85.3      | 1    | ティム・リンスカム         | 32       | 26   | 81.3      |
| 2    | ザック・グレインキー       | 33       | 26   | 78.8      | 2    | クリス・カーペンター       | 28       | 22   | 78.6      |
| 3    | ジョン・レスター           | 32       | 23   | 71.9      | 3    | テッド・リリー             | 27       | 21   | 77.8      |
| 4    | ロイ・ハラデイ             | 32       | 22   | 68.8      | 4    | アダム・ウェインライト     | 34       | 25   | 73.5      |
| 5    | A.J.バーネット             | 33       | 21   | 63.6      | 4    | ジェイアー・ジャージェンス | 34       | 25   | 73.5      |
| 5    | エドウィン・ジャクソン     | 33       | 21   | 63.6      |      |                            |          |      |           |
| 5    | ニック・ブラックバーン     | 33       | 21   | 63.6      |      |                            |          |      |           |

## 日本におけるクオリティー・スタート
2007年頃まではNPBの先発投手に関してQSが語られることはほとんど無かった。2008年頃からは一部ライターが先発投手を論じる際にQSを出すなどするケースが出てきている。2010年オフの涌井秀章の年俸調停についてマスコミはダルビッシュ有と遜色無い勝ち星を残したと同情的だったが、ライターの小川勝はQS率を比較しダルビッシュ84.0（リーグ2位）と優秀な成績に対し、涌井はダルビッシュに大きく劣る59.3（同11位）であり、年俸差が大きいとは言えないという（WHIP等も考査して総合的に判断する）見解を示した。2013年、無敗を記録した田中将大のQS率は100%であった。2012年8月19日の西武戦で5回自責点6で降板して以来、連続QSを記録していた。
2017年10月、沢村賞選考委員会は、「先発で登板した全試合に占める、投球回数7回で自責点3点以内」というQSに似た独自の基準を示し、次年度2018年以降の同賞選考の主要7項目に次ぐ、補則項目として選考に含めることを発表した。